# Kradibia mindanaensis
Kradibia mindanaensis  (лат.) — вид хальциноидных наездников рода Kradibia из семейства Agaonidae. Опылители фикусов.

## Распространение
Остров Калимантан: Sabah (Малайзия).

## Описание
Опылители и фитофаги растений рода фикус (Ficus, семейство Тутовые) следующих видов: Ficus heteropleura var. mindanaensis (Moraceae). От близких видов отличается мандибулами с 15-16 вентральными ламеллами. Длина тела около 1 мм. Лапки 5-члениковые, усики 10-члениковые. Вид был впервые описан в 1969 году в составе рода Liporrhopalum под первоначальным названием Liporrhopalum mindanaensis Hill, 1969, а после родовой синонимизации получил современное именование.